# Zikmund Schul
Zikmund Schul   (Chemnitz, 11 de gener de 1916 - Theresienstadt, 2 de juny de 1944) fou un compositor jueu alemany.

## Biografia
Schul va néixer a Chemnitz, Alemanya, en el si d'una família jueva d'Europa de l'Est i va créixer a Kassel. De la seva vida només se sap poc. Es va traslladar a Praga el 1933. El 1937 va començar a estudiar composició a Praga, on va ser deixeble d'Alois Hába. Durant la seva estada a Praga es va fer amic de Viktor Ullmann. A Praga va començar també a arxivar una col·lecció de cançons sinagogals de la sinagoga de Praga (sota la direcció de Salomon Hugo Lieben). Schul es va casar amb Olga Stern el 1941 i tots dos van ser deportats a Terezin el 30 de novembre de 1941. Schul va morir al camp de concentració de Theresienstadt a causa de la tuberculosi.

## Obra
| Opus       | Data    | Títol anglès                   | Observacions                                                  |
| ---------- | ------- | ------------------------------ | ------------------------------------------------------------- |
| op 9b Nr.1 | 1937    | Die Nischt – Gewesenen         | Cançó per a Alt i Piano                                       |
| -          | 1941    | Mogen Ovos                     | Orgue i Cor                                                   |
| -          | 1941    | Fuge in E                      | Piano                                                         |
| -          | 1941-42 | 2 Chassidic Dances             | Viola i Cello                                                 |
| -          | 1942    | Zaddik                         | Quartet de Corda                                              |
| -          | 1942    | Cantata Judaïca Op. 13 (final) | Tenor i Cor                                                   |
| -          | 1942    | Ki Tavo al Ha'aretz            | Cor d'infants                                                 |
| -          | 1942    | Uv’tzeil K’nofecho             | String Quartet                                                |
| -          | 1942    | V'l'Yerushalayim               | Quartet de veu i corda arranjat després de Vilem Zrzavy       |
| -          | 1943    | Schiksal                       | Cançó per a Alt, Flauta, Viola i Violoncel de "Dunkle Klänge" |
| -          | 1943    | Duo                            | Violí i Viola                                                 |
| -          | -       | Frase d'una sonata per a piano |                                                               |